# Судна класу Voyager
Клас суден Voyager належить до типу круїзних лайнерів Postpanamax, що належать і експлуатуються компанією Royal Caribbean International. Кораблі класу Voyager побудовані компанією Kværner Masa-Yards на верфі Перно у місті Турку, Фінляндія. З 1999 по 2003 рік побудовано 5 суден. Судна завдовжки 311 м з 15 палубами. На суднах налаштовані казино, італійський ресторан Portofino, скеледром, льодова ковзанка, баскетбольний майданчик та Королівський променад — багатоповерховий атріум з магазинами Duty free і барами.

## Судна
| Судно                 | Рік будівництва | Введення в експлуатацію | Тоннаж  | Порти реєстрації                             | Примітки | Зображення |
| --------------------- | --------------- | ----------------------- | ------- | -------------------------------------------- | --- | ---------- |
| Voyager of the Seas   | 1999            | 21 листопада 1999       | 138,194 | Сідней, Австралія Шанхай, КНР Тяньцзінь, КНР | На час введення в експлуатацію був найбільшим круїзним кораблем у світі. Це перший корабль, який мав льодову ковзанку, і перше судно з Королівським променидом |            |
| Explorer of the Seas  | 2000            | 28 жовтня 2000          | 138,194 | Сіетл, США Сідней, Австралія                 | Крім іншого, має вбудовану атмосферну та океанографічну лабораторію, яку експлуатує Школа морських і атмосферних досліджень Розенстіела Університету Маямі.    |            |
| Adventure of the Seas | 2001            | 18 листопада 2001       | 137,276 | Сан-Хуан, Пуерто-Рико                        | У 2016 році на судні облаштували аквапарк. |            |
| Navigator of the Seas | 2002            | 14 грудня 2002          | 139,570 | Саутгемптон, Англія Маямі, США               | Перше з другого покоління суден класу Voyager . |            |
| Mariner of the Seas   | 2003            | 16 листопада 2003       | 138,279 | Шанхай, КНР Сінгапур Маямі                   | |            |